# Manuel Antônio Ferreira
Manuel Antônio Ferreira (Curitiba, 15 de junho de 1805 — Curitiba, 25 de agosto de 1885) foi um político brasileiro.
Foi vice-presidente da província do Paraná, tendo assumido a presidência da província interinamente, de 31 de maio a 5 de junho de 1863.